# Serrat de Matanegra
El Serrat de Matanegra és una serra situada entre els municipis de Llavorsí i de Rialp a la comarca del Pallars Sobirà, amb una elevació màxima de 2.097 metres.